# Margraviat de Bade-Bade

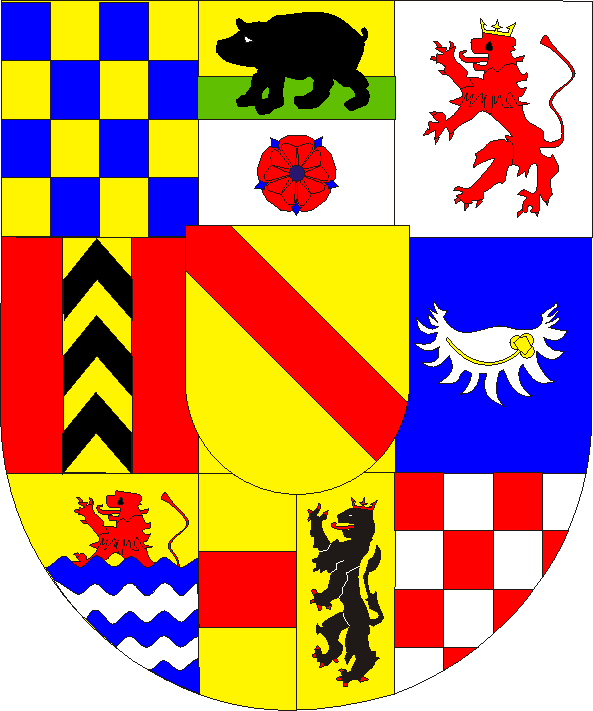
Les armes du margraviat de Bade-Bade.

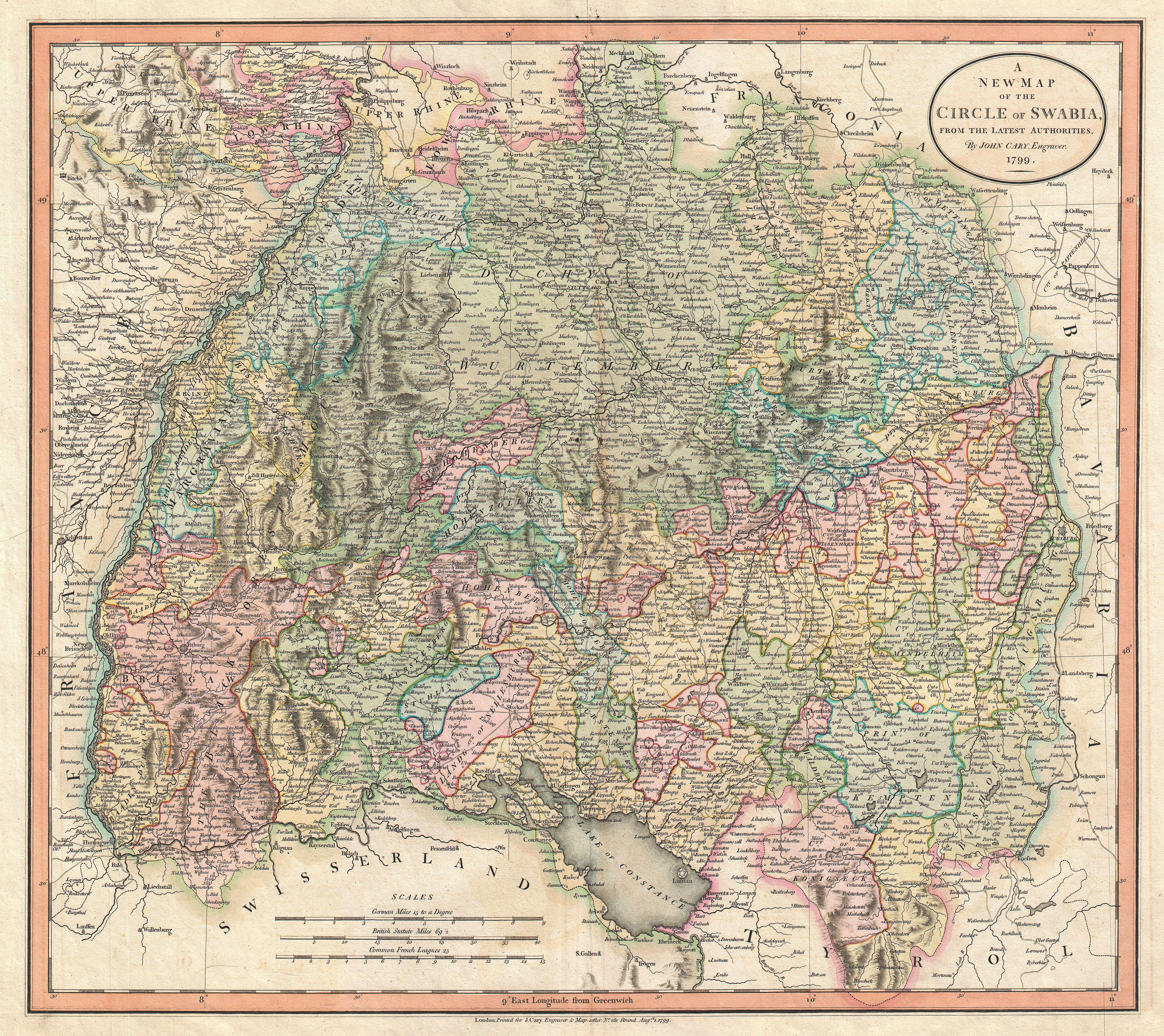
Le margraviat de Bade-Bade (en bleu) dans le cercle de Souabe.

La margraviat de Bade-Bade (en allemand : Markgrafschaft Baden-Baden) est un État du Saint-Empire romain germanique.
Il est créé en 1535 par partition du margraviat de Bade.
À la mort du margrave Auguste-Georges, le 21 octobre 1771, le margraviat est réuni à celui de Bade-Durlach qui redevient le margraviat de Bade.
Les margraves résident au château de Baden-Baden puis à celui de Rastatt.

## Territoire
La margraviat comprenait, sur la rive droite du Rhin :
- Le margraviat proprement dit et ses dépendances, les monastères de Schwarzach, Lichtenthal et Herrenalb ;
- La seigneurie de Mahlberg ;
- La seigneurie de Lahr ;
- La seigneurie de Staufenberg ;
- La seigneurie d'Eberstein et ses dépendances, le monastère de Frauenalb et Muggensturm.

En 1629, les seigneuries de Mahlberg et de Lahr sont partagées entre le margrave Guillaume et le Palatinat. Bade-Bade reçoit celle de Mahlberg.
Le margraviat comprenait, sur la rive gauche du Rhin :
- La seigneurie de Gräfenstein ;
- Dans le duché de Luxembourg, les seigneuries de Rodemack, Useldange et Hesperange ;
- Le comté de Sponheim composé du comté ultérieur, à l'est, et du comté antérieur, à l'ouest.

Entre 1555 et 1666, les seigneuries Rodemack, Useldange et Hesperange forment le margraviat de Bade-Rodemack.
En 1707, le comté antérieur de Sponheim est partagé entre la régente Françoise-Sibylle et l'électeur Jean-Guillaume. Bade-Bade reçoit les bailliages de Kirchberg, Koppenstein, Naumburg et Sprendlingen ainsi que Sankt Johann, Dengen et Reckershausen.
Quant au comté ultérieur de Sponheim, ce n'est qu'en 1776 qu'il sera partagé entre le margrave de Bade, Charles-Frédéric, et le duc de Palatinat-Deux-Ponts, Charles III.

## Margraves de Bade-Bade
- 1515 – 29 juin 1536 : Bernard III
- 29 juin 1536 – 3 octobre 1569 : Philibert
- 3 octobre 1569 – 7 juin 1588 : Philippe II
- 7 juin 1588 – 1596 / 18 juin 1600 : Édouard Fortunat
- 18 juin 1600 / 1622 – 22 mai 1677 : Guillaume
- 22 mai 1677 – 4 janvier 1707 : Louis-Guillaume
- 4 janvier 1707 / 1727 – 22 octobre 1761 : Louis-Georges
- 22 octobre 1761 – 21 octobre 1771 : Auguste-Georges